# Кам'янка (Ковельський район)
Ка́м'янка — село в Україні, у Шацькій селищній територіальній громаді Ковельського району Волинської області. Населення становить 134 особи. 
Орган місцевого самоврядування — Шацька селищна рада
Відстань до центру громади становить понад 28 км і проходить автошляхами Т 0307 та Т 0302.

## Історія
У книзі Олександра Цинкаловського «Стара Волинь і Волинське Полісся» про даний населений пункт зустрічаємо такі рядки: 
| | \| КАМІНКА, с, Володимирський пов., Пульменська вол., 126 км від Володимира, по дорозі з м. Володави до с Малорити. В кінці 19 ст. було там 30 домів і 260 жителів.[1] \| |
| КАМІНКА, с, Володимирський пов., Пульменська вол., 126 км від Володимира, по дорозі з м. Володави до с Малорити. В кінці 19 ст. було там 30 домів і 260 жителів. | |

12 червня 2020 року, відповідно до розпорядження Кабінету Міністрів України № 708-р «Про визначення адміністративних центрів та затвердження територій територіальних громад Волинської області», увійшло до складу Шацької селищної територіальної громади.
19 липня 2020 року, в результаті адміністративно-територіальної реформи та ліквідації Шацького району, село увійшло до новоутвореного Ковельського району.

## Населення
Згідно з переписом УРСР 1989 року чисельність наявного населення села становила 176 осіб, з яких 82 чоловіки та 94 жінки.
За переписом населення України 2001 року в селі мешкало 125 осіб.

### Мова
Розподіл населення за рідною мовою за даними перепису 2001 року:
| Мова       | Відсоток |
| ---------- | -------- |
| українська | 97,01 %  |
| російська  | 2,99 %   |